# Enclos paroissial de Rumengol
L'enclos paroissial de Rumengol est un enclos paroissial situé dans l'ancienne commune de Rumengol, intégré dans Le Faou (Finistère, Bretagne). Il inclut l'église Notre-Dame, un calvaire et une porte triomphale,. Le site est célèbre pour son pardon. Une "chapelle du couronnement" a été ajoutée en 1880 ; elle est utilisée pour les pardons et a accueilli la prière de Napoléon III et de son épouse. L'église est classée monument historique en 1985.

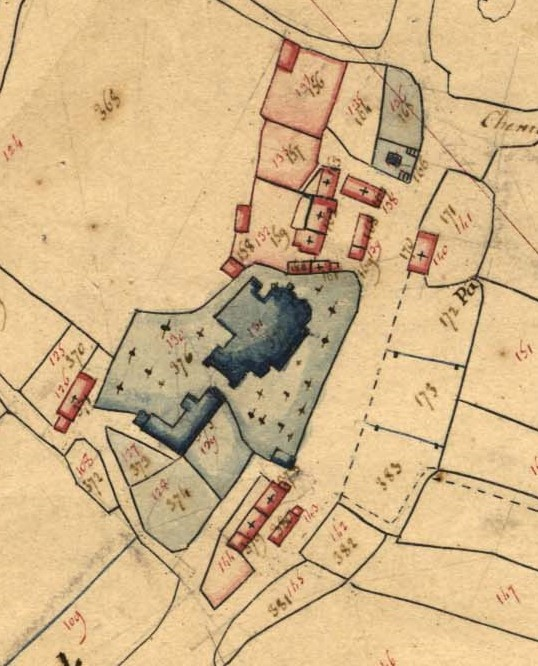
L'enclos sur le plan du cadastre napoléonien, en 1825. 373-375 : ? 376 : cimetière ; 377 : église.

## Les éléments de l'enclos

### Le calvaire, le cimetière et l'ossuaire
L'ossuaire du 15e siècle a été démonté vers 1920. Un nouveau cimetière plus à l'est (au-delà de la chapelle du couronnement) a été créé en 1925. Le calvaire date de 1433-1457, ce qui en ferait l'un des plus vieux de Bretagne. Il a été déplacé dans le nouveau cimetière en 1925, puis a été réinstallé dans le placître en 2008,.

## Galerie

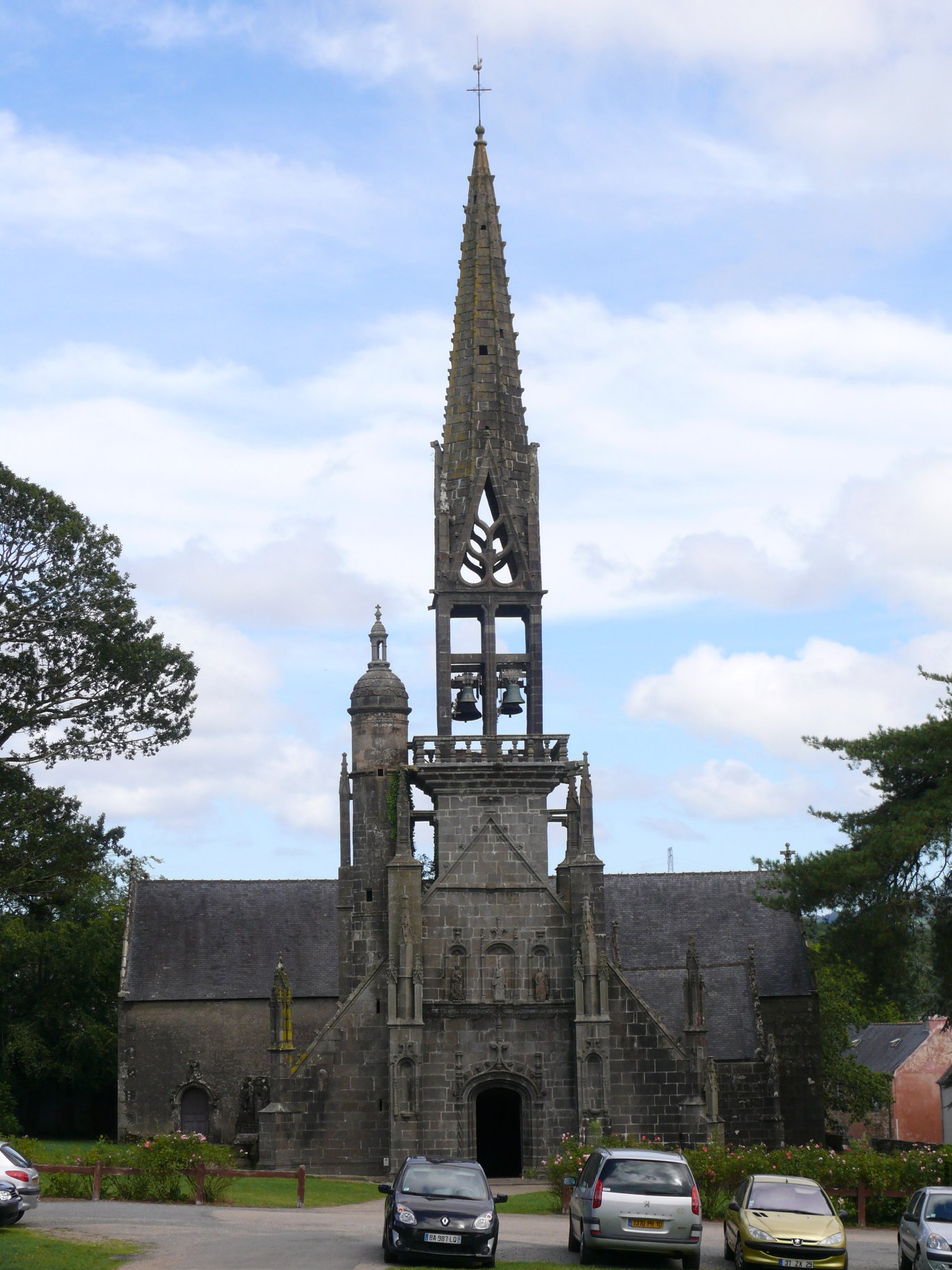
La façade occidentale de l'église.
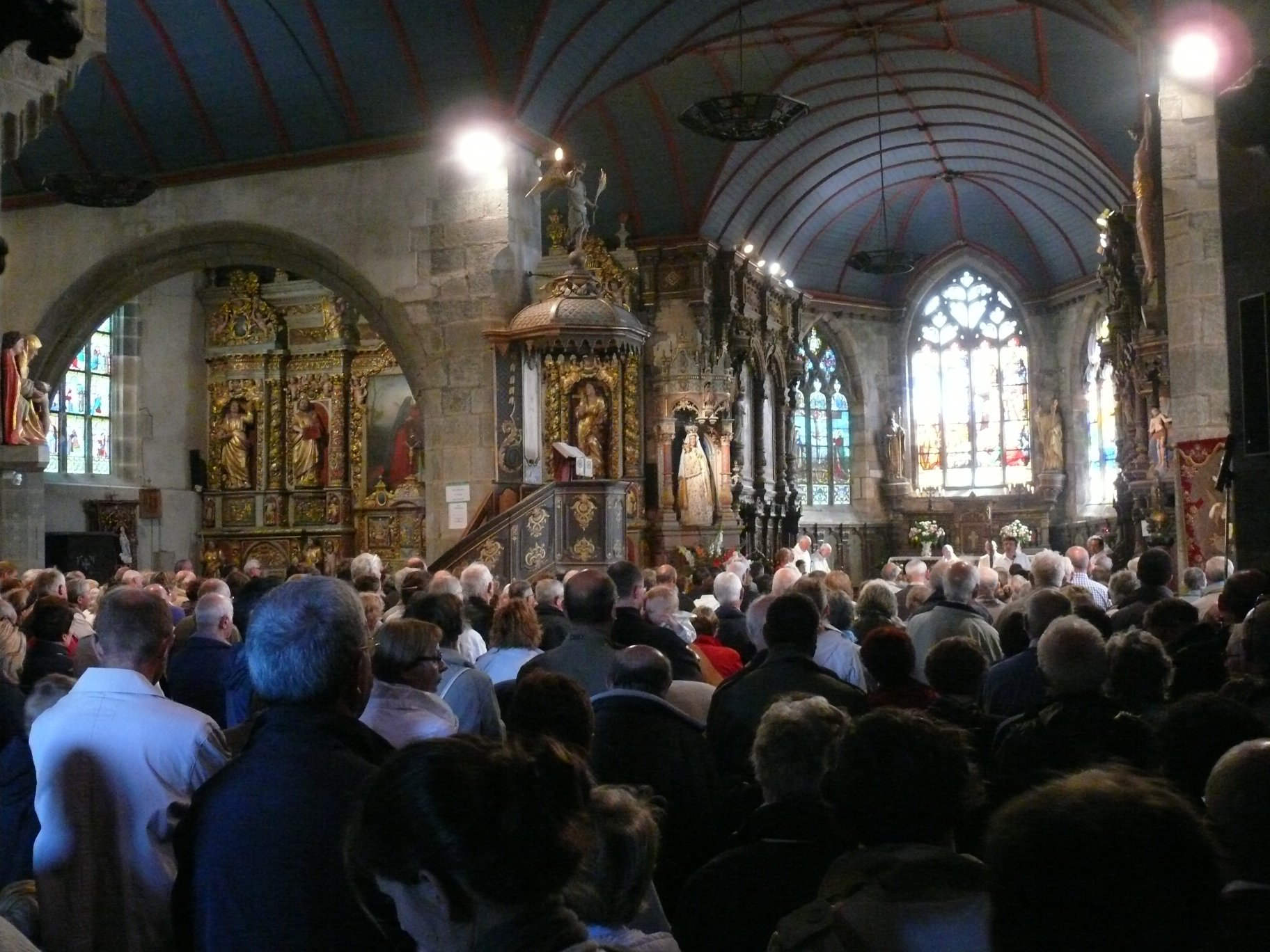
Intérieur de l'église.
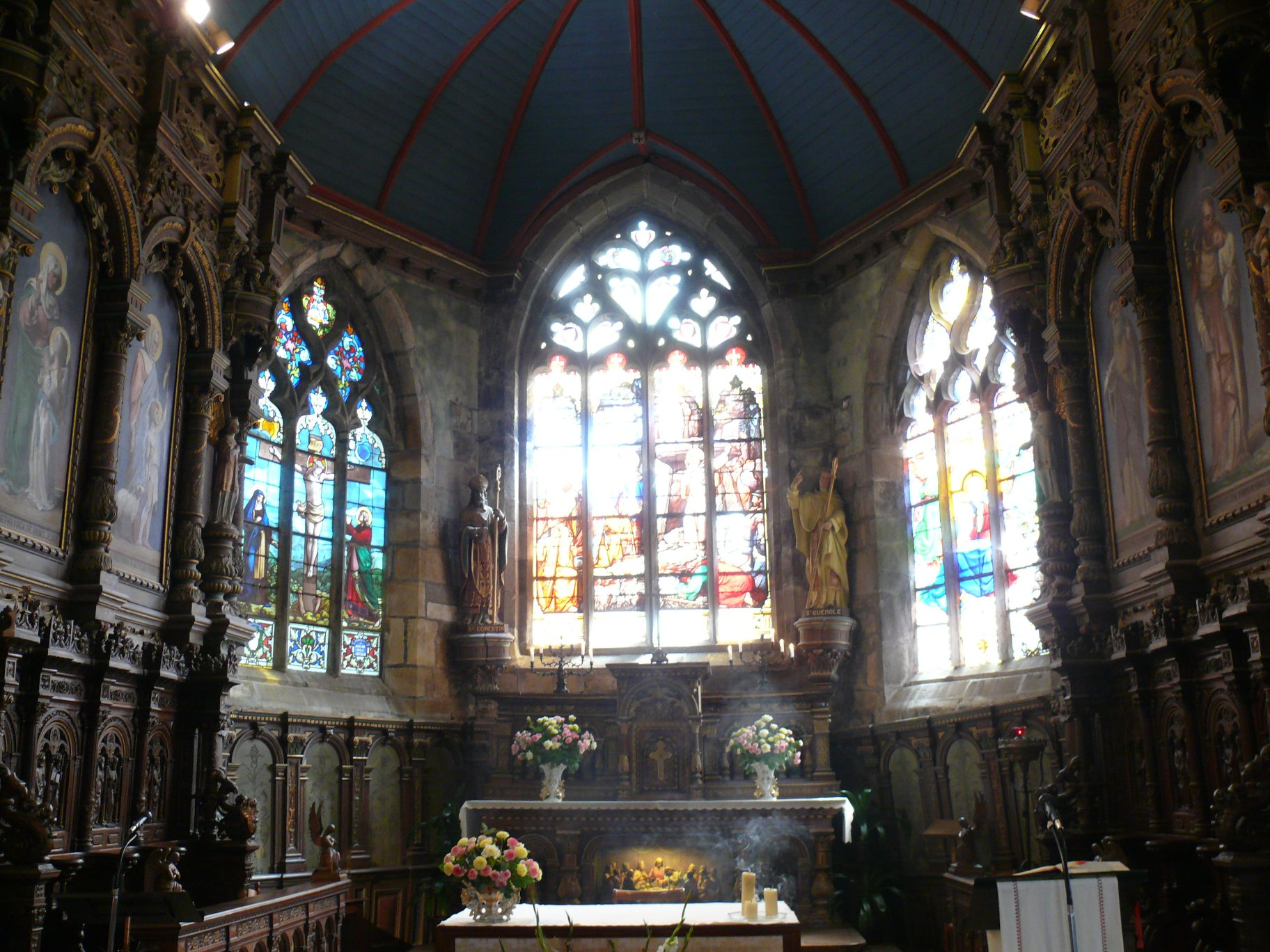
Le chœur de l'église.
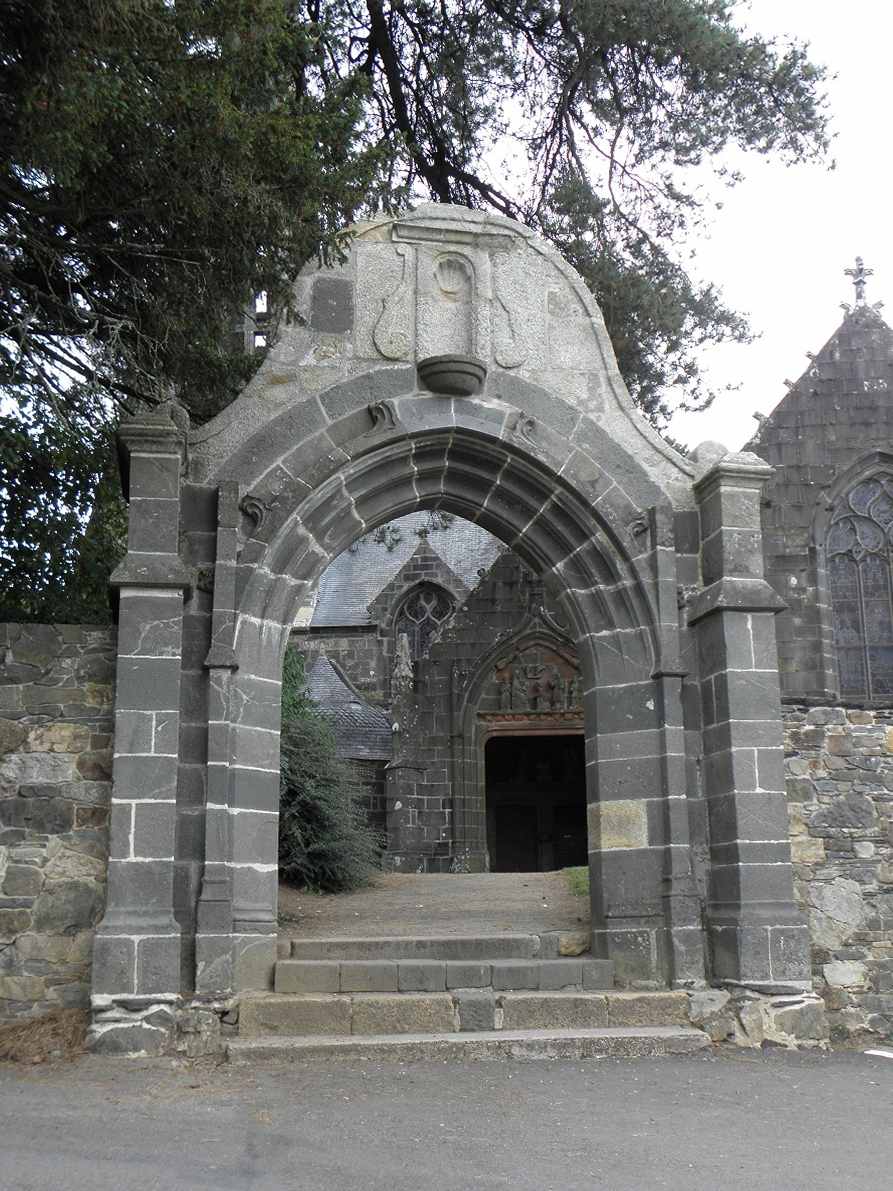
La porte triomphale.
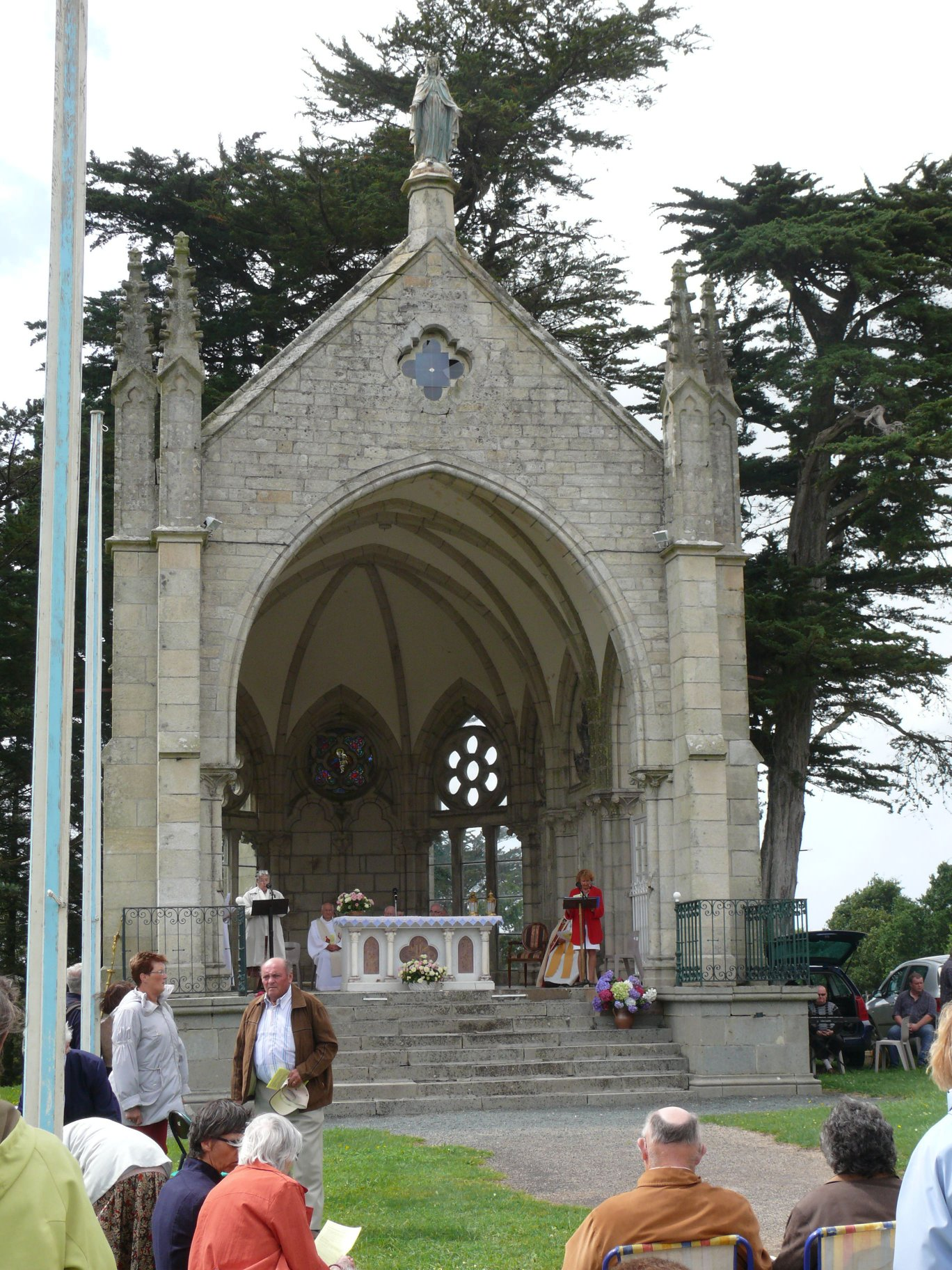
La chapelle du couronnement.
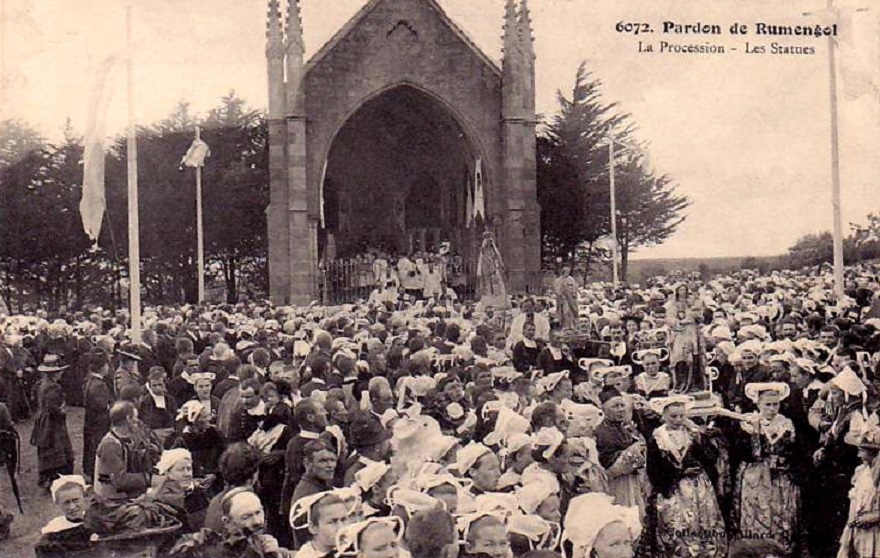
Le pardon.
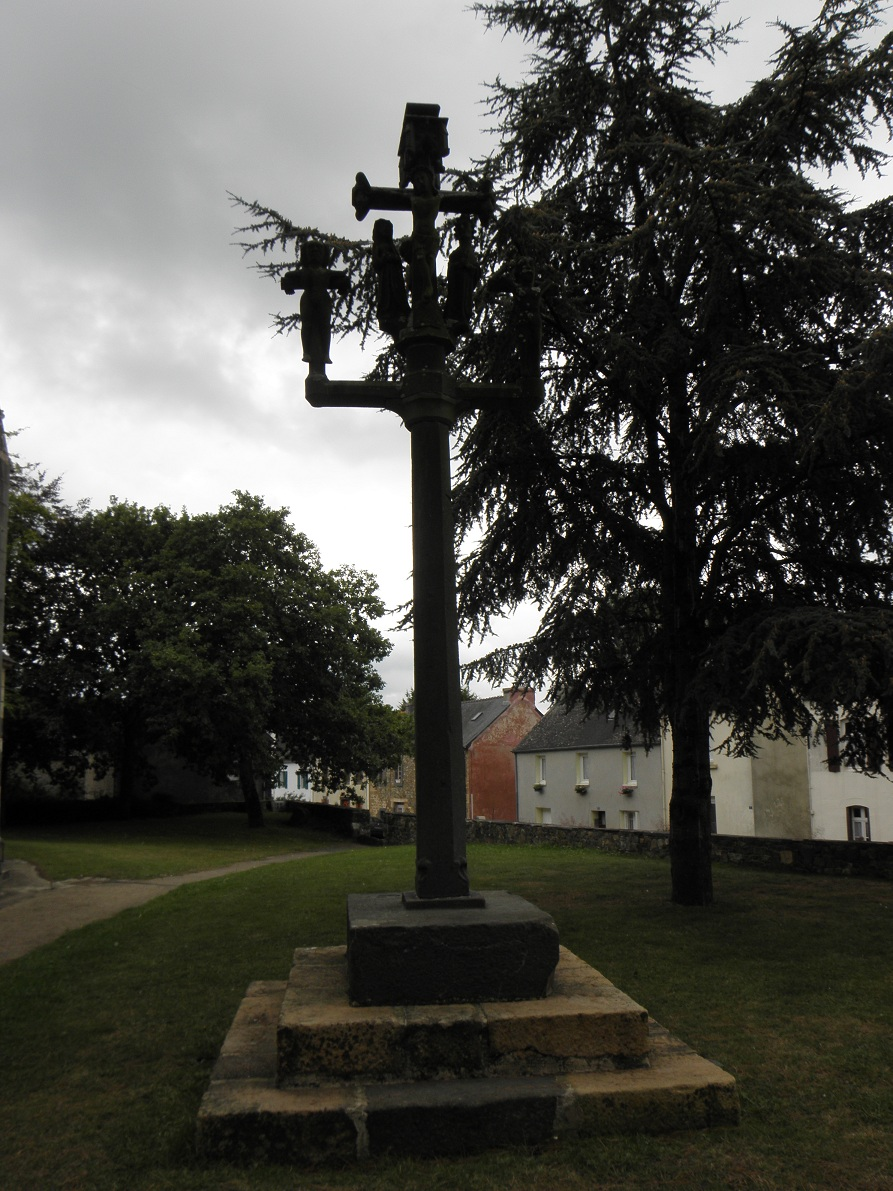
Le calvaire.
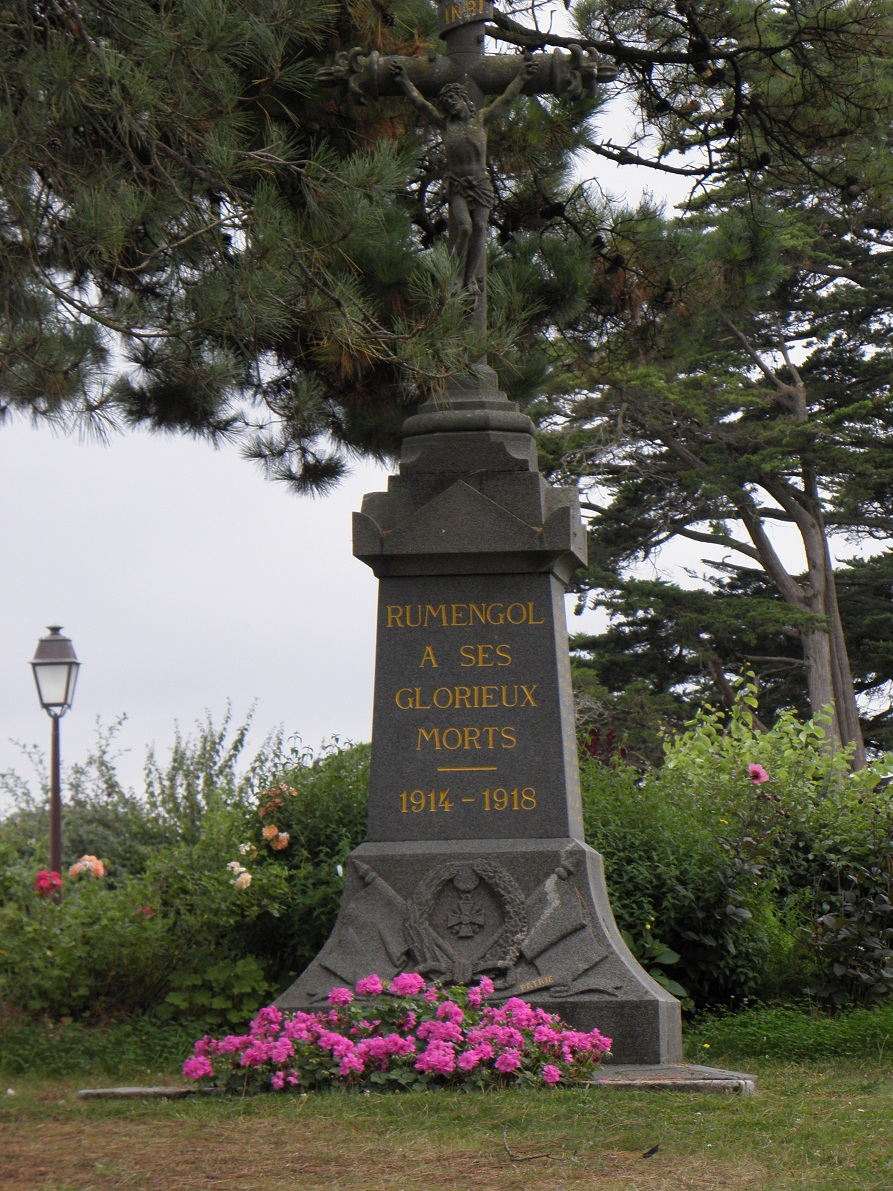
Le monument aux morts.